# Margot Adler

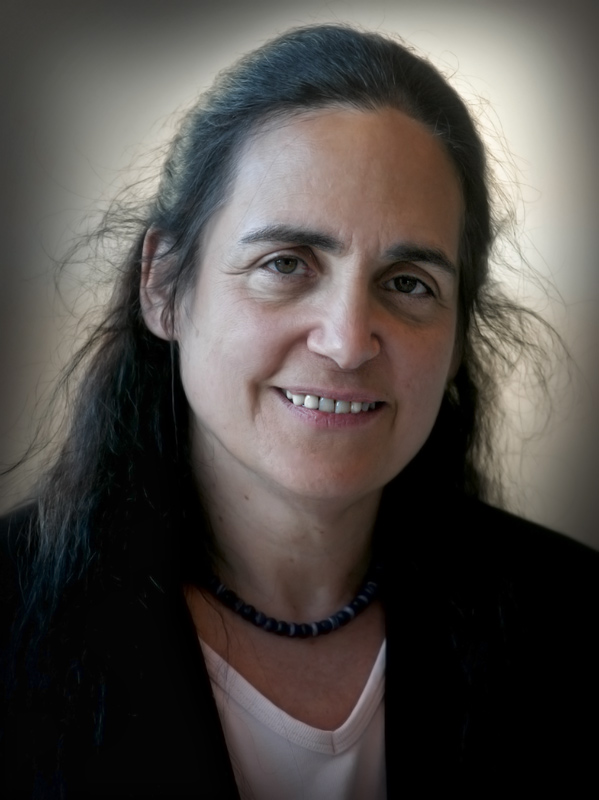
Margot Adler, 2004

Margot Adler (* 16. April 1946 in Little Rock, Arkansas; † 28. Juli 2014 in New York City, New York) war eine US-amerikanische Autorin, Journalistin, Dozentin, Wicca-Priesterin, Radiojournalistin und Korrespondentin für die National Public Radio (NPR).

## Leben
Obwohl in Little Rock geboren, wuchs Adler vor allem in New York City auf. Ihr Großvater Alfred Adler gilt als der Vater der Individualpsychologie. Sie erhielt den Abschluss Bachelor in Politikwissenschaft an der University of California, Berkeley und den Abschluss Master in Journalismus an der Columbia University Graduate School of Journalism in New York im Jahre 1970, sie war eine Nieman Fellow an der Harvard University in 1982.
Adler arbeitete zunächst für WBAI, FM 99,5, die Pacifica-Radio-Partner in New York City. Sie schuf die Talkshows Stunde des Wolfes im Jahr 1972. Adler begann 1979 beim NPR als Reporterin ihre Arbeit. Ihre Schwerpunktthemen waren die Todesstrafe, die Sterberechtsbewegung, Reaktionen auf den Kosovokrieg, Computerspiele, die Droge Ecstasy, die Geek-Kultur, Kinder und Technik und Pokémon. Seit dem Terroranschlag am 11. September 2001 konzentrierte sich ihr Wirken auf humane Aktionen in New York City, gegen den Verlust von geliebten Mitmenschen, gegen den Verlust des Arbeitsplatzes oder der Wohnung, für die Mitarbeit in der humanitären Hilfe. Zuletzt leitete sie die Sendung Justice Talking und sprach bei Morning Edition and All Things Considered.
Adler schrieb Drawing Down the Moon: Witches, Druids, Goddess-Worshippers, and Other Pagans in America Today. Das Buch gilt als ein Wendepunkt in den amerikanischen Kreisen des Neopaganismus, da es den ersten umfassenden Blick auf die Natur-Religionen in den USA warf und für viele Leser der erste Kontakt mit einer größeren Subkultur wurde. Sie hielt 1986 auf dem WinterStar-Symposium Vorträge, die von der Association for Consciousness Exploration aufgezeichnet und als Vortrags-Kassette From Witch to Witch-Doctor: Healers, Therapists and Shamans und The Magickal Movement: Present and Future (mit Isaac Bonewits, Selena Fox und Robert Anton Wilson) vertrieben wird. Ihr zweites Buch Heretic’s Heart: A Journey Through Spirit and Revolution wurde von Beacon Press 1997 verlegt. Adler war eine Wicca-Priesterin der Gardner-Tradition und Mitglied der Religionsgemeinschaft der Unitarier.
Anfang 2011 wurde bei Margot Adler Gebärmutterkrebs (Endometriumkarzinom) diagnostiziert, bei dem sich Metastasen bildeten. Sie wurde über mehrere Monate vor ihrem Tod von ihrem Sohn gepflegt und starb Ende Juli 2014 an diesem Krebsleiden.

## Werke
- 1987 – Drawing Down the Moon: Witches, Druids, Goddess-Worshippers, and Other Pagans in America Today, ISBN 0-14-019536-X
- 1997 – Heretic’s Heart: A Journey Through Spirit and Revolution (Beacon Press) ISBN 0-8070-7098-X

## Beiträge
- 1989 – Healing the Wounds: The Promise of Ecofeminism – Judith Plant (editor) (New Society Pub) ISBN 0-86571-152-6
- 1994 – Return Of The Great Goddess by Burleigh Muten (Shambhala) ISBN 1-57062-034-2
- 1995 – People of the Earth: The New Pagans Speak Out by Ellen Evert Hopman, Lawrence Bond (Inner Traditions) ISBN 0-89281-559-0
- 2001 – Modern Pagans: An Investigation of Contemporary Ritual (Re/Search) ISBN 1-889307-10-6
- 2002 – The Free Speech Movement: Reflections on Berkeley in the 1960s – Edited by Robert Cohen and Reginald E. Zelnik (University of California Press) ISBN 978-0-520-23354-6
- 2003 – Sisterhood Is Forever: The Women’s Anthology for a New Millennium – edited by Robin Morgan (Washington Square Press) ISBN 0-7434-6627-6
- 2005 – Cakes and Ale for the Pagan Soul: Spells, Recipes, and Reflections from Neopagan Elders and Teachers – Patricia Telesco (Celestial Arts) ISBN 978-1-58091-164-1

## Tondokumente
- 1986 – From Witch to Witch-Doctor: Healers, Therapists and Shamans ACE – Vortrag auf Kassette
- 1986 – The Magickal Movement: Present and Future (with Isaac Bonewits, Selena Fox, and Robert Anton Wilson) ACE – Podiumsdiskussion auf Kassette